# لامبرت‌اسخاخ
لامبرت‌اسخاخ (به هلندی: Lambertschaag) یک منطقهٔ مسکونی در هلند است که در Medemblik واقع شده‌است. لامبرت‌اسخاخ ۳٫۶۹ کیلومتر مربع مساحت و ۲۰۰ نفر جمعیت دارد.